# レッドカブラ
『レッドカブラ』は、片山まさゆきによる日本の学園コメディー漫画。『COMICアレ!』（マガジンハウス）にて1994年5月号から1996年9月号まで連載。タイトルのカブラは蕪ペンのこと。

## 概要
漫画家を目指す主人公、海野藻屑と同じく漫画家を目指すめろん畑桃実、そしてそれを取り巻く漫画研究会のドタバタを描いた学園コメディーである。作者曰く、三遊間ヒットを目指したが、サードゴロに終わり、そして発行部数の少なさから「どこの本屋にも置いていない」と自虐しているが、作者自身はかなり気に入っていた作品だったらしく、後の連載作品『ミリオンシャンテンさだめだ!!』（以降、さだめだと表記）に何人かのキャラクターが出演している。

## 登場人物
海野藻屑（うみのもくず）
本編の主人公だが、影は薄い。歯車大学1回生で、桃実と同時に漫画研究会に入部。漫画に賭ける情熱は人一倍だが、「モクズマン」というワンパターンな漫画しか描けない。だが、出版社の体たらくと手違いで、登場人物の中で、初めて一般雑誌に掲載される。登場当初は普通の頭身だったが、回を重ねていくうちに低頭身のデフォルメになっている。
めろん畑桃実（めろんばたけ ももみ）
本編のヒロインで、スタイル抜群、おっとりした性格の少女。海野とは同年で、漫画研究会にて知り合う。家は元々裕福だったが、自営の会社が倒産し、父親が亡くなったため貧乏に耐えて、母親と生活をしている。それゆえ、ファザコンの気があり、優しくしてくれる男に弱い。カフェオレが大好物。豊満な体格で、それを目当てに男どもが寄ってくるが、本人は触られたりすることに全く抵抗がない。また、漫画家としての技術も秘めており、連載終了手前にはプロの売れっ子漫画家として活躍するようになる。さだめだとは設定が異なり、ブロンドだが帰国子女という設定は全くない。
北半球覇子（きたはんきゅうはこ）
長髪で、黒髪の美女。海野とは大学の講義室で知り合う。その美貌で、地球の半分を支配するように名付けられた名前と豪語しているが、お色気が少ないことをコンプレックスにも思っている。自己顕示欲と支配欲に旺盛であり、日々男の品定めばかりしており、海野に、将来の漫画家の卵と見込んで取り入るようになる。めろん畑桃実と同じく、さだめだにも登場する。
土用波捲（どようなみまくる）
漫画研究会の3回生で、経理担当。漫研にいるだけで、女性に何度も振られたと告げているが、元々の性格に問題がある。部員から徴収した部費や文化祭の出し物で設けた利益などを自分の懐に納め、銀座にクラブ通いしているなど、実は黒い性格の持ち主。
平等院鳳凰堂（びょうどういんほうおうどう）
海野の友人で英文科1回生。ナンパ癖があり、学部で一番、レベルの高い女が近くにいるという不純な動機で専攻している。後になると忘れ去られたように出てこなくなる。
七光二世（ななひかりにせい）
漫画研究会に入部した眼鏡の少年。金持ちの御曹司らしく、レインボーフラッシュといって大金をばらまく癖がある。
野良里くらら（のらりくらら）
眼鏡をかけた少女。見た目はおとなしめだが、物事はきちんと主張するタイプで、徒党を組んで行動することを嫌うが、後に漫研に入部。何度も原稿を持ち寄るなど漫画家としての素質は十分で大賞に入賞し、プロの漫画家となる。登場当初は、平等院が真っ先に捕まえたナンパ相手で、居酒屋のアルバイトもしていた。
天照ベランダ（あまてらすベランダ）
漫画研究会のOBで、プロの漫画家。自分を売れない漫画家と言っていたが、実際は「売れてきている漫画家」であり、担当の編集員もいる。しかし、サボり魔であり遊びに興じてばっかりで、原稿を手抜きする癖まである。さだめだにも登場する。
酷評さゆり（こくひょうさゆり）
漫研に所属する3回生。顔は美人だが、その毒舌さ故に20年間男と付き合ったことがない。歯に衣着せぬ物言いで、部員の漫画を酷評する癖があるが、本人は筋金入りのシャイであり、誰にも自分の原稿を見せたことがない（プロの編集員に見せる時も、その批評を聞かず逃げ出している）。
バッカス久保田（バッカスくぼた）
漫研に所属する4回生。若くしてアルコール依存症に陥っており、大家からアパートを追い出され、部室長屋に住み着いているホームレス学生。本人曰く、高校時代は暴走族で「幅寄せの久保田」と呼ばれていたらしい。眼鏡は掛けていないが、風貌が『シャキシャキカフェ』のガテマラ夫に酷似している。
御曹司受継（おんぞうしうけつぐ）
北半球覇子がいつも利用している金持ちのどら息子。覇子にべた惚れしており、高級外車をすっ飛してどこにでも駆けつけるが、当の本人はアッシー君として利用しているだけである。風貌が、桃実の亡き父親に似ているとのことで、桃実が抱きついたこともある。
めろん畑梨実（めろんばたけなしみ）
桃実の母親。かなり若作りであるが、自分勝手で大人らしからぬ我が儘な性格。漫画家を目指しており、大賞の最終選考まで残ったこともあるが、ストーリーテリングやキャラクター作りは行き当たりばったりである。さだめだには登場しない。
牡丹掛地凱（ぼたんかけちがい）
漫画研究会の渉外を担当する大学2回生。合宿先などで、一見とんでもない物件を選んでくるが、結果的にうまく行っている。
稲垣生樹（いながきなまき）
漫画研究会に入部することになる後輩。漫画家としての実力は十分ですぐに連載に漕ぎ着けるが、すぐにスランプに陥ってしまい覇子に幻滅され見捨てられる。アナグラムで読むと「生意気なガキ」。